# Václav Bojer
Václav Bojer (23. září 1795, Řesanice – 6. června 1856, Port Louis) byl český botanik a cestovatel, který působil především na Madagaskaru a na Mauriciu.

## Život
V osmnácti letech začal spolupracovat s Františkem Sieberem, který ho doporučil botanikovi Hilsenbergrovi. Právě s Hilsenbergem se Bojer vydal na výpravu do východní Afriky a v roce 1821 přijel na Mauritius. V roce 1822 ho mauricijský guvernér Robert Townsend Farquhar vyslal na Madagaskar, kde Bojer nasbíral velké množství rostlin a živočichů. Stal se zde také osobním přítelem madagaskarského krále Radami I.
V roce 1824 spoluzaložil mauricijskou přírodovědnou společnost (Société Royale des Arts et des Sciences de l'Ile Maurice). V roce 1855 se stal profesorem na tamní střední škole a o rok později, v roce 1856, Bojer zemřel v Port Louis na záchvat mrtvice[nepřesný odkaz].

Po Bojerovi je pojmenováno mnoho rostlinných a živočišných druhů např. scink Gongylomorphus bojerii, snovač Ploceus bojeri, madagaskarský strom Uapaca bojeri a mnohé další. 

## Dílo
výběr
- Hortus Mauritianus : ou énumération des plantes, exotiques et indigènes, qui croissent a l'Ile Maurice, disposées d'aprés la méthode naturelle, 1837.
- Espèces nouvelles de plantes à Madagascar et îles Comores, 1841.
- Planches relatives au genre Gærtnera Lam., 1847.
- Vahea madagascariensis et Cassia filipendula, 1847.